# Bomba volant V-1
La Bomba volant V1 o Fieseler Fi 103 o Vergeltungswaffe 1 (arma de venjança, en alemany), segons les preferències de cadascú, va ser una de les armes usades durant la Segona Guerra Mundial pel govern del Tercer Reich alemany. Podria ser considerat com el primer Míssil de creuer utilitzat en operacions bèl·liques.

## Història
Amb la derrota soferta pel poble alemany, es va intentar burlar el Tractat de Versalles desenvolupant l'arma dels coets, que no estaven inclosos en aquest tractat. I amb aquest motiu es van aprofitar de la societat Verein für Raumschiffahrt (Associació pel desenvolupament de l'Astronàutica), que es dedicava a l'experimentació amb coets des de 1929 als afores de Berlín. El govern alemany va aconseguir captar a diversos membres, i els va cedir instal·lacions a Kummersdorf, dirigit pel general Walter Robert Dornberger, sent un dels més eficaços col·laboradors el jove Wernher von Braun, que d'aquesta manera podia seguir amb els seus experiments amb coets.
En quedar-se petites les instal·lacions de Kummersdorf, es van traslladar a Peenemünde, a on la prioritat era desenvolupar un coet de llarg abast, el qual va quedar dissenyat i aprovat per Hitler el 1936. També i com a resultes de les disputes entre les dues branques de l'exèrcit alemany (Luftwaffe i Heer), i les dues maneres d'enfocar les armes. Una ja llesta com la V-1, i l'altre en procés de ser-ho com la V-2, van fer que es repartissin el territori i el comandament de Peenemünde,
Durant el desenvolupament inicial era conegut pel nom en clau Kirschkern (cirera pedra). La primera V-1 va ser llançada a Londres el 13 de juny de 1944, una setmana després (i inspirat per) l'èxit del desembarcament aliat a Europa.

### Disseny i desenvolupament
En la tardor de 1936, mentre Fritz Gosslau treballava en la companyia Argus Motoren, va començar a treballar en el desenvolupament d'avions a control remot, Argus ja havia desenvolupat un avió de vigilància a control remot, l'AS 292 (designació militar FZG 43). El 9 de novembre de 1939, la proposta d'un avió a control remot amb una càrrega útil de 1.000 kg. i amb un abast de 500 km, es va remetre a la RLM (Reichsluftfahrtministerium, Ministeri de l'Aire alemany). Argus es van unir a Lorentz AG i Arado Flugzeugwerke per desenvolupar el projecte com una empresa privada, i l'abril de 1940, Gosslau va presentar un estudi de la millora del projecte "Fernfeuer" a la RLM, com el Projecte P-35 "Erfurt".
El 31 de maig, Rudolf Bree de la RLM va comentar que no veia cap possibilitat que el projectil podria ser desplegat en condicions de combat, ja que el sistema proposat de control remot va ser vist com una debilitat del disseny. Heinrich Koppenberg, el director d'Argus, es va reunir amb Ernst Udet el 6 de gener 1941 per tractar de convèncer-lo que el desenvolupament ha de continuar, però Udet va optar per cancel·lar-lo.
Tot i això, Gosslau estava convençut que la idea bàsica era sòlida i va procedir a simplificar el disseny. Com a fabricant de motors, Argus no tenia la capacitat de produir un fuselatge per al projecte i Koppenberg va buscar l'ajuda de Robert Lusso, dissenyador cap i director tècnic de Heinkel Flugzeugwerke. El 22 de gener de 1942, Lusso va prendre una posició en la companyia d'avions Fieseler Flugzeugbau. Es va reunir amb Koppenberg el 27 de febrer i va ser informat del projecte de Gosslau. En el disseny de Gosslau es fa servir dos motors de reacció, Lusso va millorar el disseny per utilitzar un sol motor.
Una proposta final per al projecte va ser presentat a l'Oficina Tècnica de la RLM el 5 de juny i el projecte va passar a nomenar-se com Fi 103, ja que Fieseler seria el contractista principal. El 19 de juny, el general de camp Erhard Milch va donar a la Fi 103 prioritat d'alta producció, i el desenvolupament es va dur a terme al centre de proves de la Luftwaffe en Karlshagen.
El 30 d'agost de 1942, Fieseler havia completat el primer fuselatge, mentre que el primer motor completat As.109-014 va ser lliurat en setembre, i el primer vol de planeig de la V-1 Fi 103 va tenir lloc el 28 octubre 1942 a Peenemünde, i el 10 de desembre, quan va ser llançats des de l'aire per un Focke-Wulf Fw 200.

### Descripció

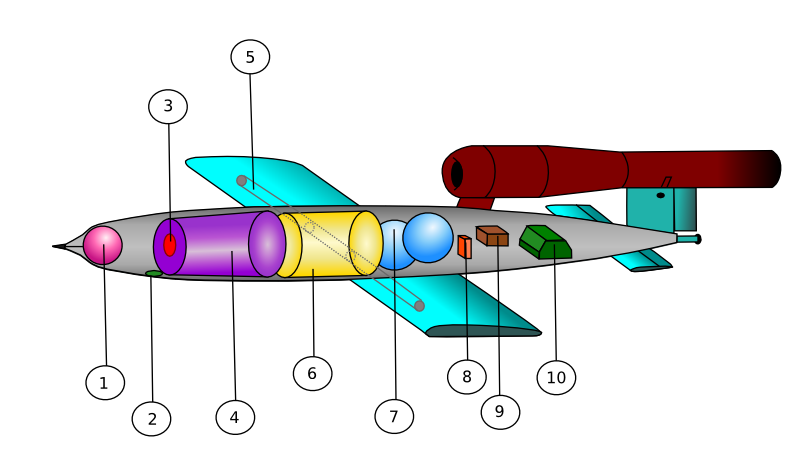
Diagrama de la disposició interna de la V-1
1 – Comptador de distància 2 – Enganxall pistó de llançament
3 – Detonador 4 – Cap de guerra
5 – Tub metàl·lic de les ales 6 – Dipòsit de carburant
7 – Dipòsits d'aire comprimit 8 – Regulador de pressió del tanc de combustible
9 – Brúixola Magnètica 10 – Sistema del pilot automàtic

La V-1 constava d'un fuselatge construït principalment de xapa d'acer soldada i les ales construïdes de fusta, i d'un motor pulsoreactor Argus. Dins del fuselatge s'hi encabien el sistema de guia, la càrrega de guerra i dipòsits d'aire comprimit i combustible.

#### Mides[6]
- Llargada =  8,2 metres
- Envergadura (amplada) = 5,5 metres
- Pes a l'envol = 2.200 kg
- Càrrega de guerra = 850 / 470 kg. (en F-1)
- Alçaria = 1,5 metres
- Capacitat de combustible = 700 litres
- Abast = 250 / 320 km
- Velocitat mitjana = 650 km/h

#### Motor
El motor era el pulsoreactor Argus As 014 (també conegut pel RLM com 109-014), que donava una empenta d'uns 300 kg. el que permetia en principi una velocitat mitjana de 655 km/h, que amb les millores aportades va acabar de ser d'uns 800 km/h.
A causa del seu sistema de llançament habitual (des de terra) amb una rampa de 55 m, i un coet químic Dampferzeuger ("generador de vapor"), format de peròxid d'hidrogen i permanganat de potassi (T-Stoff i Z-Stoff) que l'utilitza com accelerador, cosa que permet una velocitat de sortida d'uns 580 km/h, hi ha el mite que es necessita una velocitat de sortida per engegar aquest motor, cosa que no és certa, perquè els documentals de l'època demostren que el motor ja està engegat quan es produeix el llançament. Més aviat és a causa de l'alta velocitat de pèrdua (velocitat a la qual les ales deixen de fer sustentació), que tenia la V-1.
La ignició del motor Argus el realitzava una bugia d'automòbil situada a uns 76 cm darrere de les persianes d'admissió, amb el corrent subministrat a partir d'una bateria externa. Tres boques d'aire en el front del motor, que estaven connectades al mateix temps i a una font externa d'aire d'alta pressió, a la vegada que es s'injectavar acetilè, gas que es feia servir normalment per a l'arrencada, i molt sovint un panell de fusta o similar que se situava a l'extrem del tub d'escapament per facilitar que la difusió del combustible no s'escapés abans de la ignició. Una vegada que el motor s'havia iniciat i la temperatura havia pujat fins al nivell mínim de funcionament, la mànega d'aire i els connectors externs es retiraven, ja que el disseny de ressonància del motor el mantenia engegat sense necessitat del sistema d'ignició elèctric, que només es feia servir per encendre el motor en arrencar.
Aquesta ressonància del motor havia estat especialment cercada pels enginyers, com una mida més per terroritzar al personal que era sobrevolat, una mida similar a les sirenes utilitzades en els picats dels "Stukas". Aquest brunzit tan especial, va donar peu que fos batejada col·loquialment com ”bomba de moda” o Hidromanta (nom usat per una gran varietat d'insectes). Era conegut breument a Alemanya (per ordre de Hitler) com Maikäfer (maig d'error) i Krahe (recta).
A partir de gener de 1941, el motor de la V-1 també va ser provat en una varietat d'embarcacions, inclosos els automòbils i un vaixell d'atac experimental conegut com el "Tornado". El prototip de l'èxit va ser una versió d'un Sprengboot, en el qual es dirigia un vaixell carregat d'explosius cap a una nau blanc, i el pilot saltava de la part de darrere en l'últim moment. El tornado es va formar a partir d'excedents de flotadors d'hidroavions connectats com un catamarà amb una cabina de pilot a petita escala en les bigues transversals. El prototip del Tornado va ser de baix rendiment i sorollós i es va abandonar en favor dels més convencionals motors de pistó d'artesania.
El motor va fer el seu primer vol a bord d'un Gotha Go 145, el 30 d'abril de 1941.

#### Sistema de guia

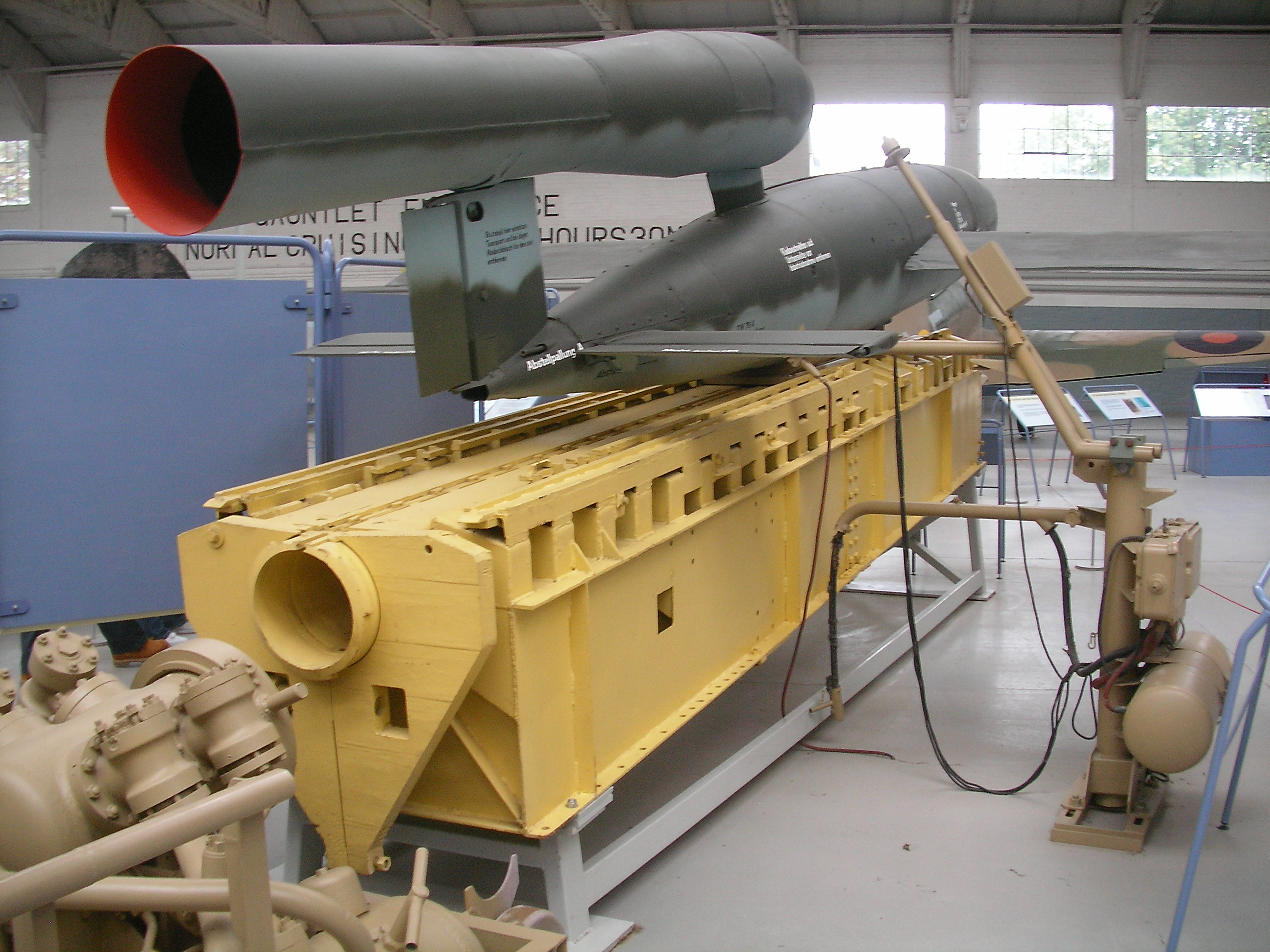
Vista de la part de darrere de la rampa de llançament d'una V-1

El sistema de guia utilitza un senzill pilot automàtic per regular l'altura i la velocitat, desenvolupat per Askania de Berlín. Un sistema de pèndol mesura la inclinació horitzontal de proa a popa (esmorteït per un giroscopi, també estabilitzat). L'energia necessària per al funcionament dels giroscopis i també els comandaments de control de vol era proporcionada per dos grans tancs esfèrics d'aire comprimit, que també donaven pressió al tanc de combustible. Aquests tancs d'aire es carregaven a 150 atmosferes (15.000 kPa) abans del seu llançament.
Hi havia una interacció més complexa entre l'orientació de picada i d'alabeig, amb altres sensors: un girocompàs (definit pel balanceig en un hangar abans del seu llançament) donava la seva opinió per controlar cadascun dels moviments de capcineig i balanceig, però l'angle d'azimut horitzontal mantenia el control d'aquests graus de la llibertat d'interacció, el giroscopi es mantenia fidel a la base de la informació rebuda d'una brúixola magnètica. Aquesta interacció significa que el timó de control era suficient per a la direcció i no calia cap altre mecanisme. En un V-1 que va aterrar març 1945 sense detonar entre Tilburg i Goirle (Països Baixos), es va trobar al voltant del pal d'acer tubular de l'ala esquerra, 6 exemplars de "Signal" la revista alemanya de propaganda de guerra, que es fa servir com a pes per aconseguir els valors predeterminats de l'equilibri estàtic del míssil abans de realitzar el llançament. També se sap que a diverses de les bombes se'ls va proporcionar un petit transmissor de ràdio (amb una vàlvula tríode marcada 'S3', però és equivalent a una vàlvula de poder vigents en aquest moment, el tipus de RL 2,4 T1), per comprovar la direcció general de vol en relació amb el lloc de llançament i les coordenades de l'objectiu de la xarxa per ràdio.
Un comptador impulsat per una petita hèlix al nas, determina quan la distància a l'objectiu s'havia aconseguit, amb precisió suficient per a bombardejar l'àrea. Abans del llançament, en el comptador s'estableix un valor que arribaria a zero comptant amb les condicions del vent dominant. A mesura que el míssil volava, el flux d'aire fa girar l'hèlix, i cada 30 rotacions de l'hèlix activava el compte enrere. Aquest comptador activava l'armat, del cap de guerra, després d'uns 60 km. Quan el compte arriba a zero, s'activava un mecanisme que produïa el bloqueig del timó de direcció a recte i l'abatiment del timó de profunditat. Aquestes accions feien posar a la V-1 en una picada. Si bé això va ser pensat originalment per afegir més poder destructiu, en la pràctica el picat feia que el flux de combustible cesses, i que el motor s'aturés. El sobtat silenci després de l'audiència del brunzit, alertava sobre l'impacte imminent. El problema del combustible es va solucionar ràpidament, i ben aviat la majoria no es veien afectades en el poder destructiu.
Amb el comptador de determinar fins a quin punt el míssil volaria, només era necessari posar en marxa el V-1 amb la rampa apuntant en la direcció aproximada, i el pilot automàtic controlat pel vol.

## Sistema operatiu

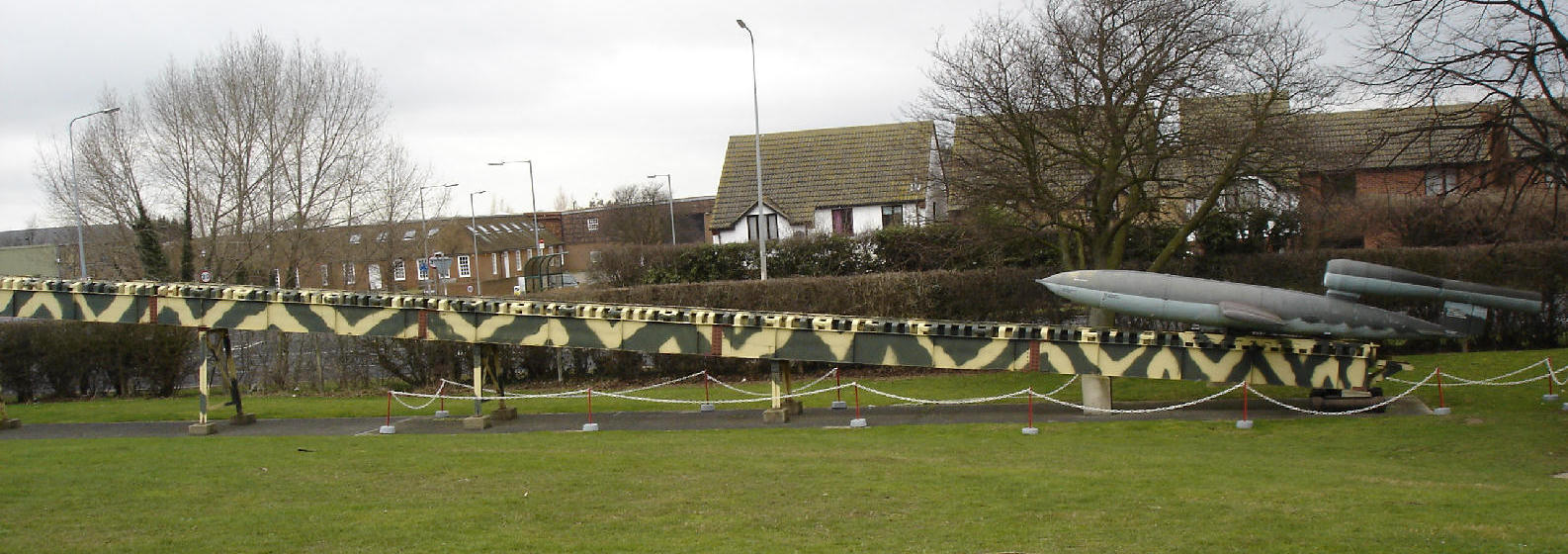
Representació d'una V-1 en la rampa de llançament recreada en l'Imperial War Museum, Duxford

La V-1 o Vergeltungswaffen 1 va ser dissenyada per bombardejar Londres, i va ser llançada des de les rampes de llançament, situades al llarg de la costa francesa (Pas-de-Calais principalment) i holandesa. Les rampes de llançament convencional teòricament podien llançar al voltant de 15 V-1 per dia, però aquesta taxa era difícil d'aconseguir de manera consistent, la taxa màxima assolida va ser de 18. En el seu millor moment, més d'un centenar de V-1 en un dia van ser disparades cap al sud-est d'Anglaterra, 9.521 en total.
Amb la successiva invasió per part de les forces aliades, dels llocs de llançament, es va produir una disminució en el nombre de llançaments fins a octubre de 1944, quan l'últim lloc de llançament de les V-1 va ser envaït per les forces Aliades. Això va fer que la resta de V-1 es dirigix al port d'Anvers i altres objectius de Bèlgica, amb 2.448 V-1 llançades.
A partir de juliol 1944 fins al gener 1945, la Luftwaffe va llançar aproximadament 1.176 V-1 per mitjà de la modificació del Heinkel He 111 H-22 de la Luftwaffe que pertanyien a la Kampfgeschwader 3 (tercera ala del bombarder) volant sobre el Mar del Nord. Per minimitzar els riscos associats (principalment la detecció de radars), les tripulacions de vol van desenvolupar una tàctica anomenada ”el-hi-ho”, que consistia en el fet que el 111 en sortir de les seves bases aèries i la cruïlla de la costa, descendien a una alçada excepcionalment baixa. Quan el punt de llançament s'acostava, els atacants ràpidament pujaven, Llençaven el seu V-1, i després ràpidament descendien de nou a l'anterior alçada de nivell per al vol de tornada.
Els atacs es va aturar quan l'últim lloc va ser envaït el 29 de març de 1945. En general, només el 25% de les V-1 van assolir els seus objectius. La investigació després de la guerra estima una taxa de fracàs del 40% dels llançats des de l'aire V-1, ja que la majoria es perden a causa d'una combinació de mesures defensives, manca de fiabilitat mecànica, o errors d'orientació. En total, els atacs de les V-1 van causar 22.892 víctimes (gairebé íntegrament civils).

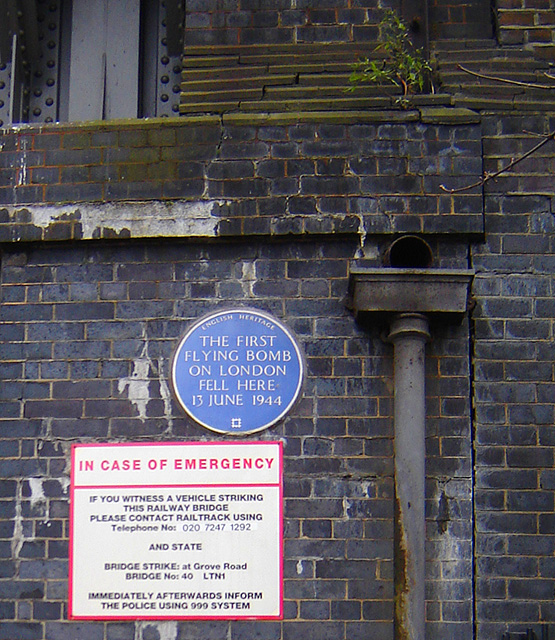
La placa rodona commemora a on va impactar la primera V-1

El 13 de juny de 1944, després que el primer V-1 va caure sobre Londres al costat del pont del ferrocarril a Grove Road, Mile End, que ara porta aquesta placa. Vuit civils van morir en l'explosió.

### Efectivitat
Corria el desembre de 1944, Quan el general americà Clayton Bissell va escriure sobre paper els seus arguments a favor de les V-1, en comparació amb els bombarders convencionals. Va confeccionar la següent taula : 

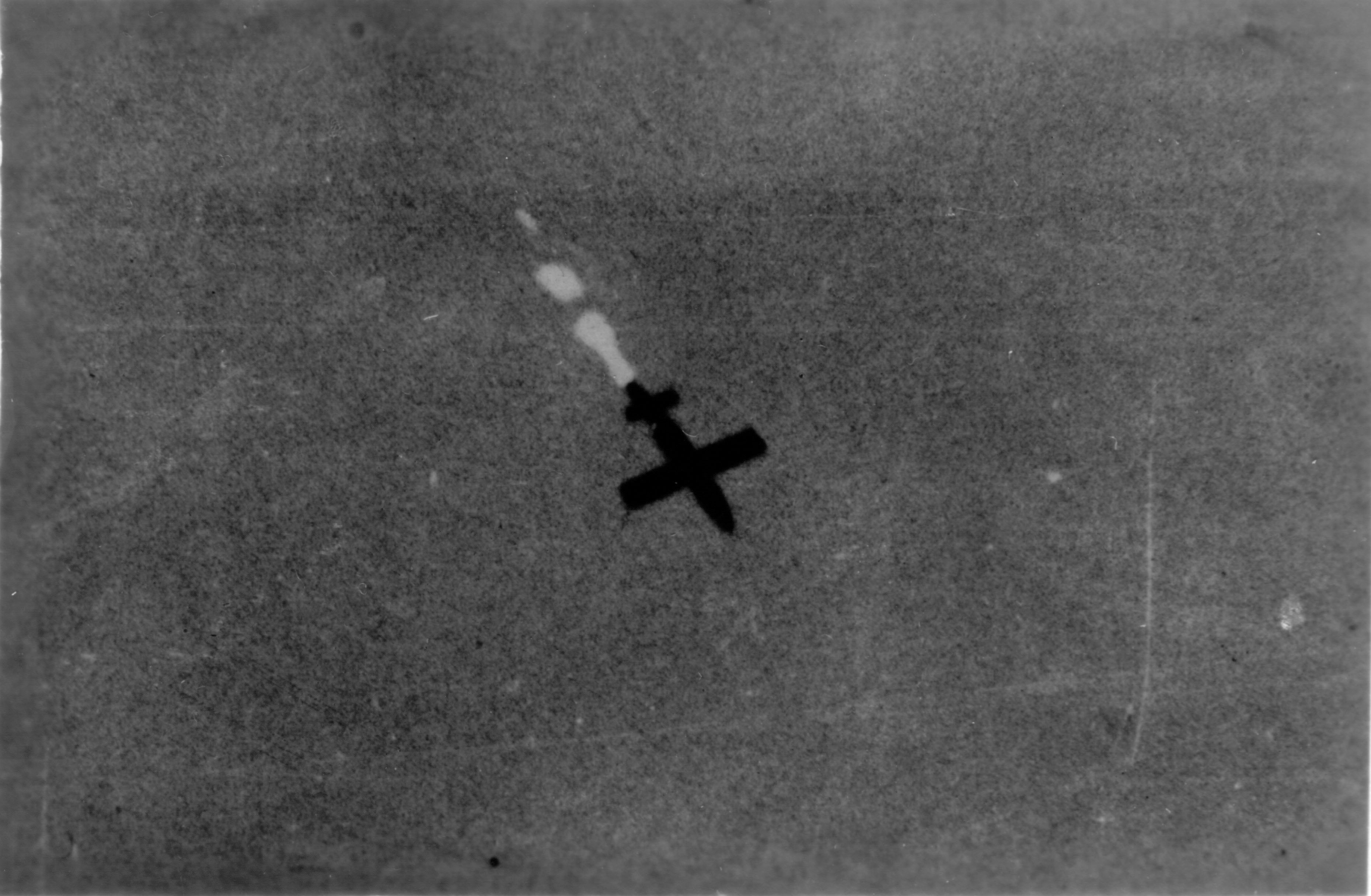
Una V-1 en vol

| bombarders (12 mesos) i V-1 (2¾ mesos) | bombarders (12 mesos) i V-1 (2¾ mesos) | bombarders (12 mesos) i V-1 (2¾ mesos) |
| -------------------------------------- | -------------------------------------- | -------------------------------------- |
|                                        | bombarders                             | V-1                                    |
| 1.1 cost per Alemanya                  |                                        |                                        |
| Sortides                               | 90.000                                 | 8.025                                  |
| Pes de les bombes en Tm.               | 61.149                                 | 14,600                                 |
| Tones de combustible consumit          | 71.700                                 | 4,681                                  |
| Aparells perduts                       | 3.075                                  | 0                                      |
| Homes perduts                          | 7.690                                  | 0                                      |
| 2.2 Resultats                          |                                        |                                        |
| Cases danyades o destruïdes            | 1,150,000                              | 1,127,000                              |
| Blancs directes                        | 92,566                                 | 22,892                                 |
| Relació blancs/tones bombes            | 1,5137                                 | 1,5679                                 |
| Esforç aeri aliat                      |                                        |                                        |
| Sortides                               | 86,800                                 | 44,770                                 |
| Avions perduts                         | 1,260                                  | 351                                    |
| Homes perduts                          | 2.233                                  | 805                                    |

### Contramesures
Els britànics van contrarestar aquesta allau amb una sèrie de mesures d'acord amb l'Operació Crossbow de defensa (incloses armes de foc i avions de combat) per interceptar les bombes abans d'arribar als seus objectius i a part, els llocs de llançament i els dipòsits d'emmagatzematge de les V-1, van ser els objectius dels bombardejos estratègics. A continuació s'exposen segons ordre d'actuació i amb més detall.

#### Intel·ligència
El nom en clau "Flakzielgerät 76" (aparell d'objectiu per a Flak 76), va ajudar a ocultar la naturalesa del dispositiu, i va passar algun temps fins que les referències al FZG 76 estaven vinculats a l'aeronau sense pilot V-83 (un V-1 experimental) que s'havia estavellat en Bornholm, en el Bàltic, i els informes dels agents d'una bomba voladora capaç de ser utilitzat en contra de Londres. És important destacar que la branca d'intel·ligència de l'Exèrcit Nacional Polonès va aportar informació sobre V-1 i la construcció d'un lloc de desenvolupament (Peenemünde). Al principi, els experts britànics es van mostrar escèptics de la V-1, ja que havia considerat que els coets de combustible sòlid només, no podien assolir el rang establert de 1.000 kg. 209 km. No obstant això més tard es van considerar altres tipus de motors, i per quan els científics alemanys havien assolit la precisió necessària per desplegar la V-1 com una arma, la intel·ligència britànica ja en tenia una avaluació molt precisa.
Per ajustar i corregir la configuració del sistema de direcció de la V-1, els alemanys necessitaven saber on havia caigut la V-1, i com que l'observació per mitjans aeris no era realitzable, es podia considerar un suïcidi, la intel·ligència alemanya es va demanar per obtenir aquestes dades d'impacte dels seus agents a la Gran Bretanya. No obstant això, tots els agents alemanys a la Gran Bretanya s'havia convertit, i eren agents dobles sota control britànic (el Sistema de doble Creu).
El 16 de juny de 1944, doble agent britànic Garbo (Joan Pujol) va ser sol·licitat pels seus controladors alemanys per donar informació sobre els llocs i horaris dels impactes de la V-1, amb peticions similars fetes als altres agents alemanys a Gran Bretanya, Brut (Román Czerniawski) i Tate (Wulf Schmidt). Amb aquesta informació, els alemanys serien capaços d'ajustar el seu objectiu i corregir qualsevol deficiència. No obstant això, no hi havia cap raó plausible de per què els agents dobles no va poder proporcionar dades precises, els impactes serien de coneixement comú entre els londinencs i molt probablement en la premsa, que els alemanys poguessin accedir fàcilment a través de les nacions neutrals. A més, com John Cecil Masterman, president del Comitè de vint, va comentar: "si la catedral de Sant Pau es va veure afectada, seria inútil i perjudicial d'informar que les bombes havien baixat un cinema a Islington."
Mentre que els britànics van decidir com reaccionar. El 18 de juny per guanyar temps va decidir que Pujol i els agents dobles informessin dels danys causats per V-1 amb prou precisió i minimitzant l'efecte que tenia sobre la moral civil. També es va decidir que Pujol hauria d'evitar donar l'hora dels impactes, i la majoria van d'informar sobre els que es van produir al nord-oest de Londres, per fer la impressió als alemanys que estaven sobrepassant la zona de destinació.
Com que no podien fer reconeixements aeris sobre Londres, els alemanys es fiaven dels informes Ostro, que feia arribar des de Porto en Pujol, això va permetre als aliats ocupar les basses de llançament de les V-1 situades a França.

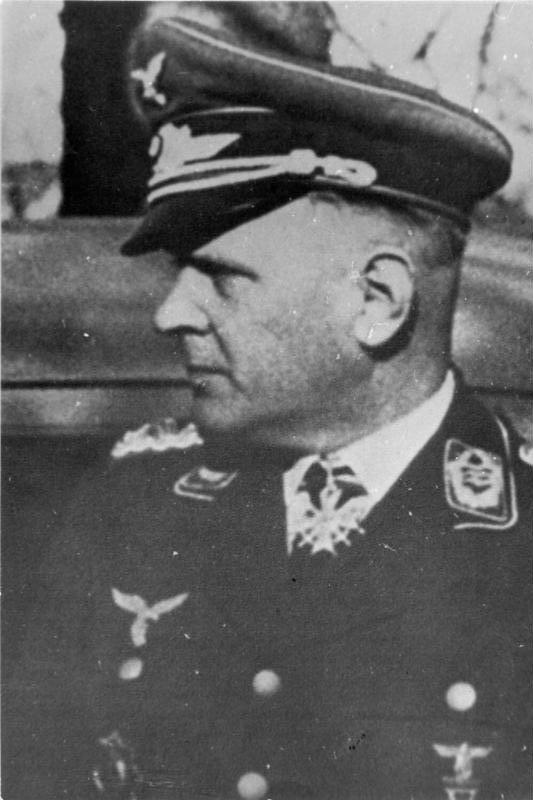
El Comandant Max Wanchtel màxim responsable de l'ofensiva amb les V-1

Max Wachtel, comandant del of Flak Regiment 155(W), Màxim responsable de l'ofensiva amb les V-1, va fer equipar algunes unitats amb radiotransmissors, i en comparar les dades que enviaven amb les dades dels dobles agents, va veure que no quadraven cosa que va atribuir al mal funcionament dels transmissors. Perquè estava convençut que les dades aportades pels dobles agents, eren concloents. Darrers càlculs han estimat que aquesta duplicitat de dades, per ajustar correctament la guia de les V-1,va reduir l'efectivitat en un 50% o més.

#### Esforç aeri (Interceptors)
La Comissió de Defensa va expressar alguns dubtes pel que fa a la capacitat del ROC (Royal Observer Corps, Reial cos d'observadors) per tractar adequadament a aquesta nova amenaça, però el comandant de la ROC el Comodor de l'Aire Finlay Crerar va assegurar al comitè que la ROC, podria tornar a adaptar-se a l'ocasió i demostrar el seu estat d'alerta i la flexibilitat. Supervisant els plans per al maneig de la nova amenaça, el nom en codi de la RAF i el ROC com "Operació Totten".
Els observadors en el lloc de costa de Dymchurch identificaven primer aquestes armes i en pocs segons del seu informe de les defenses antiaèries estaven en acció. Aquesta nova arma va donar la ROC molta feina addicional tant en els llocs com en les sales d'operacions. Als controladors, la Royal Air Force en realitat, finalment van tenir el seu equip de ràdio i a més dues sales d'operacions del ROC a Horsham i Maidstone i la posició dels vectors combatents directes de les taules de traçat de la ROC. Els crítics que havia dit que el cos seria incapaç de manejar els avions de vol ràpid van ser respostos, quan aquests avions en la seva primera operació van ser controlats en realitat i del tot mitjançant l'ús de la informació ROC tant a la costa com a l'interior.
La velocitat mitjana de V-1 era d'uns 560 km/h i la seva altura mitjana era d'entre 910 m a 1.200 m. Els avions de combat requerien un excel·lent rendiment a baixa altura per poder dur a terme d'intercepció, i disposar de poder de foc suficient per assegurar-se que eren destruïts en l'aire les V-1, en lloc d'estavellar-se a la terra amb la consegüent detonació. La majoria dels avions eren massa lents per interceptar una V-1 llevat que tinguessin un avantatge de l'altura, cosa que els permet guanyar velocitat de busseig en el seu objectiu.

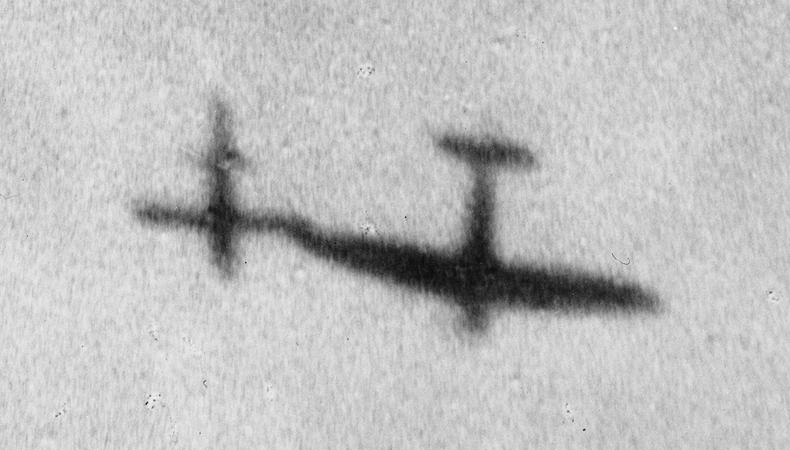
Foto de l'època, mostrant la típica maniobra de desestabilització d'un "Spitfire" a una V-1

Quan els atacs de les V-1 van començar, a mitjans de juny de 1944, l'únic avió amb la velocitat a baixa altura per ser eficaç en contra d'ella era el Hawker Tempest. Menys del 30 Tempests estaven disponibles. Els avions van ser assignats al No 150 Wing RAF (150 Ala de la RAF). Els primers intents d'interceptar i destruir V-1 sovint no van donar resultat, però les tècniques millorades va sorgir aviat. Aquests van incloure l'ús del corrent d'aire sobre l'ala d'un interceptor per elevar una ala de la V-1, lliscant la punta de l'ala d'un termini de 15 cm de la superfície inferior de l'ala de la V-1. Si s'executa correctament, aquesta maniobra la punta de l'ala V-1, actua anul·lant els giroscopis i l'enviament de la V-1 en una caiguda fora de control. Almenys tres V-1 van ser destruïts d'aquesta manera. El mètode era de tan efectiu que es va poder veure en les parts meridionals d'Països Baixos, quan una V-1 es va dirigir cap a l'est i a causa de la baixa altura el motor s'apaga, com a principis de 1945 quan un míssil disparat per sota dels núvols sobre Tilburg cap a l'est per posar-se suaument de la ciutat en camps oberts.
La flota de "Tempest" va créixer fins a més de 100 avions en setembre, a més s'hi van afegir North American P-51 Mustang amb motor Rolls Royce Griffon i Supermarine Spitfire MK XIV, que estaven preparats perquè siguin prou ràpids. Durant les nits d'estiu els Tempest compartien el deure de la defensa amb els De Havilland Mosquito. De nit no hi havia necessitat de radar aeri, el motor V-1 se sentia de 16 km de distància o més, i el plomall d'escapament era visible des d'una gran distància. El Comandandant Roland Beamonte tenia els canons de 20 mm del seu "Tempest" ajustats a convergir a 270 m al davant, i això va tenir tant d'èxit que totes les altres aeronaus de la 150 Ala es van modificar d'aquesta manera.
Les sortides anti-V-1, eren conegudes pels combatents com "les patrulles Diver", després "Diver", era el nom en clau utilitzat pel Reial cos d'observadors de quan s'albirava una V-1. Atacar una V-1 era perillós, les metralladores tenien poc efecte sobre l'estructura de la V-1 que era de xapa d'acer, i si una bala de canó feia esclatar el cap, l'explosió podia destruir l'atacant.
A la llum del dia, la persecució de les V-1 eren caòtiques i sovint sense èxit, fins que una zona especial de defensa, va ser declarada entre Londres i la costa, on només es va permetre l'actuació dels combatents més ràpids. La primera intercepció d'un V-1 va ser de JG Musgrave a bord d'un "Mosquito" nocturn pertanyent al No 605 Esquadró de la RAF en la nit del 14/15 de juny de 1944. Entre el juny i el 5 de setembre de 1944, un grapat de 150 "Tempest" havia enderrocat 638 bombes volants, amb el No 3 Esquadró de la RAF i només en va reclamar 305. Un pilot de "Tempest", de l'esquadró comandat pel líder de l'esquadró José Berry (N º 501 (Tempest) Squadron), va abatre 59 V-1, i el comandant Beamont (del mateix esquadró) en va destruir 31.
El següent de major èxit van ser els interceptors "Mosquito" (623 victòries), i "Spitfire" Mk XIV (303), i el "Mustang" (232). Tots els altres tipus combinats i en van afegir 158. Tot i que no estava en ple funcionament, el reactor Gloster Meteor va ser traslladat d'urgència al servei amb el No 616 Esquadró de la RAF per combatre els V-1. Tenia la velocitat suficient, però els seus canons eren propensos a encasquetar-se, i va enderrocar només 13 V-1.
A finals de 1944 un bombarder equipat amb radar Vickers Wellington va ser modificat per al seu ús per la unitat de caça d'intercepció de la RAF com una alerta primerenca i de control de les aeronaus, que volant a una altitud de 1.200 m sobre el Mar del Nord, dirigia als "Mosquitos" combatents encarregats d'interceptar els Heinkel He 111 que havien sortit de bases aèries holandeses per llançar V-1 des de l'aire.
El primer artificier oficial per desactivar una bomba volant V-1 sense explotar, era John Pilkington Hudson en el 1944.

#### Canons antiaeris

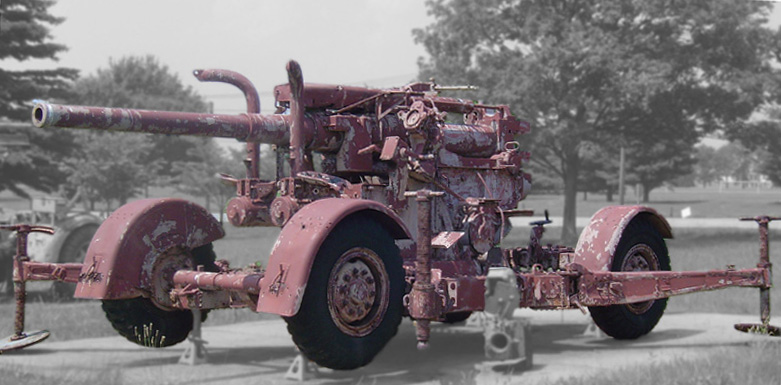
Canó antiaeri mòbil QF de 3,7 polzades

Canons antiaeris van ser desplegats en diversos moviments, en primer lloc, a mitjans de juny de 1944 en les posicions de les planes del nord de la costa sud d'Anglaterra, després en un cordó de tancament de l'estuari del Tàmesi als atacs des de l'est. El setembre del 1944, una nova línia de defensa lineal es va formar a la costa de East Anglia, i, finalment, el desembre hi va haver una disposició addicional al llarg de la costa entre Lincolnshire i Yorkshire. El desplegament es deu als canvis de les pistes d'aproximació de les V-1, mentre que les plataformes de llançament van ser envaïdes per l'avanç dels aliats.
En la primera nit de bombardeig sostingut, els equips antiaeris al voltant de Croydon estaven joiosos, de sobte que hi havia un nombre sense precedents d'enderroc dels bombarders alemanys, la majoria dels seus objectius es va incendiar i va caure quan els seus motors es van aturar. Hi va haver una gran decepció quan la veritat va ser anunciada. Els artillers antiaeris, aviat van descobrir que eren aquests petits i ràpids objectius, en efecte, molt difícil d'encertar. L'altitud de creuer de la V-1, entre 600 i 900 m, va ser just per sobre del rang efectiu de la llum dels canons antiaeris, i just sota de l'altura òptima de la participació dels més pesants canons. L'altitud i la velocitat són fora de la taxa de desplaçament de la norma britànica per al canó mòbil QF de 3,7 polzades podria fer front, i tan ràpid, que travessa els emplaçaments d'armes estàtiques que va ser construït amb un gran cost.
L'altitud de funcionament prevista es va fixar d'inici en 2.750 m. No obstant això, els repetits fracassos amb la pressió baromètrica del regulador de pressió del combustible, va donar lloc al canvi el maig de 1944, en reduir a la meitat l'alçada de funcionament, de manera que la V-1 va entrar en el rang de les armes AA Bofors comunament utilitzats per unitats aliades.
El desenvolupament de l'espoleta de proximitat i del radar d'ona centimètrica, de 3 gigahertzs de freqüència basats en el magnetró, van ajudar a contrarestar l'alta velocitat i la petita mida de les V-1. En el 1944, els Laboratoris Bell va començar el lliurament d'un antiaeri amb un sistema de control de foc amb predicció de trajectòria basat en un computador analògic, just a temps per a la invasió aliada d'Europa.
Aquests ajuts electrònics van arribar en quantitat a partir de juny de 1944, així com les armes van arribar a la seva posició de tir, a la costa. El 17% de totes les bombes volants que entraven en el cinturó de la pistola de la costa, van ser destruïdes per armes de foc, en la seva primera setmana. Aquesta xifra va ascendir al 60% el 23 d'agost i el 74% en l'última setmana del mes, quan en un sol dia el 82% van ser enderrocades. La millora en la taxa de les V-1 destruïdes, va ser evident, tot i això encara no va acabar l'amenaça, els atacs de les V-1 van continuar fins que tots els llocs de llançament van ser capturats per les forces de terra.

#### Barreres de globus
Era l'última barrera de l'equip de contramesures, i amb el temps uns 2.000 globus de barrera van ser desplegats, en l'esperança que la V-1 seria destruïda quan colpejava els cables dels globus immobilitzats. Els alemanys van respondre equipant amb talladors de cable les vores davanteres de les ales de la V-1, i se sap que menys de 300 V-1 van ser destruïdes per globus de barrera.

### Final dels atacs amb V-1
Per setembre de 1944, Anglaterra va sofrir l'aturament dels atacs de les V-1 des de les costes franceses, a causa de l'avenç aliat. Per aquell temps 4.261 V-1, havien estat destruïdes pels diferents tipus de defensa. El darrer atac sobre sol anglès va succeir el 29 de març de 1945, quan una V-1 va esclatar a Datchworth en Hertfordshire.

## Versions especials

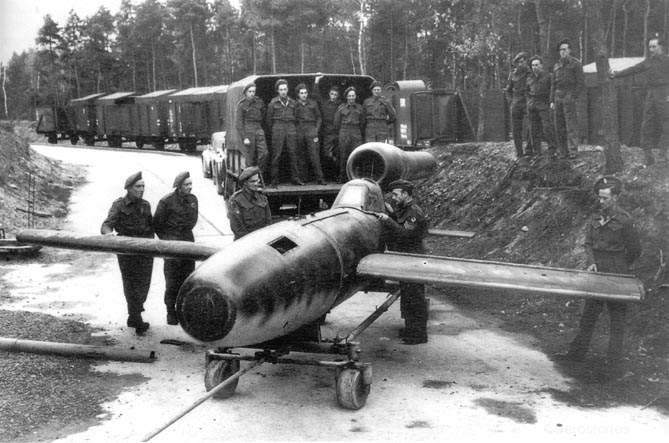
Foto de l'època, d'una V-1 Reichenberg

En la guerra, diverses proves de la V-1 "Reichenberg" (V-1 modificada per ser tripulada) que van ser llançades des de l'aire, es van construir diverses unitats, però mai es fa servir en el combat. Hanna Reitsch va fer alguns vols en la modificada Reichenberg Fieseler V-1, que va donar diversos resultats. Primer va resoldre el problema que va sorgir a principis d'orientació i els problemes d'estabilització. El mite va entrar la consciència popular de les gestes de ficció Reitsch a la pel·lícula Operació Crossbow. I segon quan se li va preguntar per esbrinar per què els pilots de prova eren incapaços d'aterrar i havien mort com a resultat. Ella va descobrir, després de diversos intents d'aterratge simulats a gran alçada (a on hi havia un espai d'aire per recuperar), que la nau tenia una molt alta velocitat de pèrdua i els pilots amb poca experiència prèvia d'alta velocitat havien intentat el seu enfocament massa a poc a poc. La seva recomanació de la velocitat d'aterratge molt més alta es va introduir en la formació de nous pilots voluntaris Reichenberg.
Hi havia plans, no posats en pràctica, d'utilitzar el bombarder a reacció Arado Ar 234 per llançar les V-1, transportant-les a dalt per ser llançades. En aquesta configuració, un dispositiu hidràulic accionat pel pilot, aixecava el míssil de la base de llançament a uns 2,5 metres lluny del fuselatge dorsal. Això era necessari per evitar danys a la nau mare, quan la propulsió a reacció era encesa, així com per assegurar un flux d'aire d'admissió "net" del motor d'Argus.
Un altre projecte menys ambiciós dels empresos va ser l'adaptació dels míssils com un "tanc de combustible volant” per a l'avió de reacció Messerschmitt Me 262. El motor de reacció, els sistemes interns i ogives dels míssils eren retirats, deixant només les ales i el fuselatge bàsic, que contenia un sol tanc de combustible de grans dimensions. Un petit mòdul cilíndric, similar en forma a un dard sense aleta, estava col·locat en comptes del motor, que actuava com a centre de gravetat i equilibri, era el punt d'unió per a una varietat d'usos de l'equip. Anava a remolc a través d'una barra rígida, que davant del tanc tenia una connexió articulada. Una vegada connectat amb el Me-262, el procediment operatiu per a aquesta configuració inusual, el tanc reposava en un carro amb rodes per a l'enlairament. El carro era abandonat una vegada que la combinació estava en l'aire, i uns perns explosius separaven la barra de remolc del caça, després de l'esgotament del subministrament de combustible del tanc. Una sèrie de vols de prova es van dur a terme el 1944 amb aquest conjunt, però durant el vol el "capcineig" del tanc, era traslladada en la inestabilitat del caça, significa que el sistema era massa poc fiable per ser utilitzat. Una utilització idèntica de la V-1 com a tanc de vol per al bombarder a reacció Arado Ar 234 també va ser investigat, amb les mateixes conclusions. Alguns dels "tancs de combustible volador" utilitzat en els assaigs es va utilitzar un arranjament complicat tren d'aterratge fix, que (a més de ser inútil) només va augmentar la resistència i problemes d'estabilitat ja inherent en el disseny.
Una variant del disseny bàsic Fi 103 van veure un ús operatiu. A mesura que la pèrdua progressiva dels llocs de llançament del territori francès en el 1944 i l'àrea de territori sota control alemany es va contraure, significava que aviat les V-1 que no tenien la manera d'assolir blancs a Anglaterra. El llançament per aire, va ser una de les alternatives utilitzades, però la solució més òbvia era per ampliar l'abast del míssil, així, el desenvolupament de la versió F-1. El tanc de combustible es va incrementar en grandària, amb la corresponent reducció en la capacitat de l'ogiva. A més, els cons de nas dels models F-1 eren de fusta, produint un estalvi de pes considerable. Amb aquestes modificacions, el V-1 podria ser llançat a Londres des de llocs propers als centres urbans als Països Baixos. Es van fer frenètics esforços per construir suficients F-1 perquè una campanya de bombardejos a gran escala podria coincidir amb l'ofensiva de les Ardenes, però nombrosos factors (bombardeig de les fàbriques de producció dels míssils), amb l'escassetat de transport d'acer i el ferrocarril, la caòtica situació tàctica Alemanya s'enfronta en aquest moment de la guerra, etc., va retardar el lliurament d'aquests V-1 de llarg abast, fins a febrer / març de 1945. Abans que la campanya de V-1 s'acabés per sempre, al final d'aquest últim mes, diversos centenars de F-1 es va llançar a Gran Bretanya des dels llocs d'Holanda.
Gairebé 30.000 V-1 van ser fetes, i al març de 1944, es van produir en 350 hores (incloent-hi 120 per al pilot automàtic), a un cost de només el 4% d'una V-2, que va presentar una càrrega comparable. Aproximadament 10.000 van ser llançades sobre Anglaterra, va arribar a Londres 2.419, matant a unes 6184 persones i ferint a 17.981. La major densitat d'accessos van ser rebuts pel Croydon, en la vora sud-est de Londres. Anvers, Bèlgica es va veure afectat per 2.448 bombes V-1, des de l'octubre de 1944 al març de 1945.

## Versions Japoneses

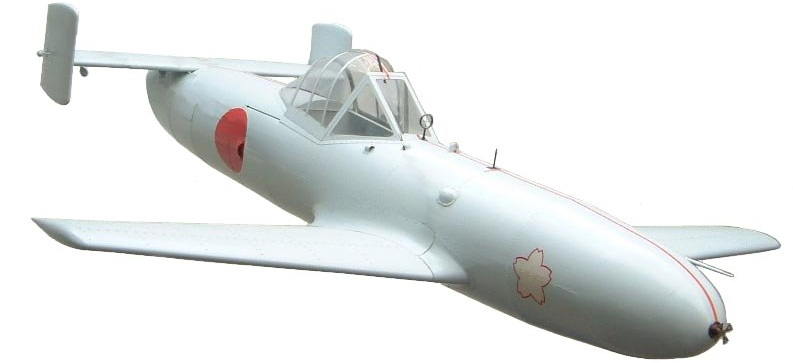
El Ohka, la versió japonesa del V-1 Reichenberg

Durant el 1943, un Pulsoreactor Argus va ser embarcat en un submarí alemany cap al Japó. L'Institut Aeronàutic de la Universitat de Tòquio i la Kawanishi Aircraft Company van dur a terme un estudi conjunt per veure la possibilitat d'instal·lar un motor similar en un aparell tripulat. El disseny inicial estava basat en el Fieseler Fi-103 Reichenberg (Fi 103R, la V-1 pilotada), que va ser anomenat Baika.
Aquest model mai va superar la fase de disseny tècnic, i això que estaven previstes dues versions, una amb enlairament des d'un avió, i un altre amb enlairament des de terra sense rampa.
La intel·ligència va informar d'una nova arma Baika i la seva fon era el Yokosuka MXY-7, un avió suïcida amb propulsió per coet, conegut més tard per "bomba Baka" (que vol dir en japonès boig o idiota). Però el MXY-7 va ser denominat oficialment com Ohka  (flor de cirerer). el MXY-7 era normalment transportat per una versió del bombarder naval Mitsubishi G4M "Betty"", des d'on el pilot encenia els coets de combustible sòlid i dirigia la bomba cap al vaixell escollit (normalment portaavions).
Una altra versió del Fi 103 va ser el Mizuno Shinryu, proposta d'avió kamikaze propulsat per coets que no es va arribar a construir mai.

## Ús Després de la guerra
Després de la guerra les forces armades de França, la Unió Soviètica, i dels Estats Units, van experimentar amb la V-1.

### França
A França es van produir còpies de la V-1, que van ser utilitzades com blancs aeris amb el nom de CT-10. Eren més petites i amb dos timons en tàndem. El CT 10 podia ser enlairat des de terra amb l'ajut d'un coet booster (coet d'ajuda per l'enlairament), o bé des d'un avió. Alguns aparells CT-10 van ser venuts al Regne Unit i també als Estats Units.

### Unió Soviètica
La Unió Soviètica va capturar alguna V-1, mentre s'efectuaven les proves prop de Blizna (Polònia). El 10Kh va ser la seva còpia de la V-1, més tard anomenada com Izdeliye 10. Els assajos inicials van començar durant el Març de 1945, i es van efectuar a Taixkent amb llançaments des de terra i d'avions, de manera secreta, aquestes proves van continuar fins ben després dels anys 40. La poca efectivitat del seu sistema de guia, va ser comparada amb els nous mètodes que anaven apareixent, i fins i tot es va assajar la guia amb televisió que va durar fins als anys 50.
També van treballar en d'utilització d'un motor basat en el pulsoreactor Argus de les V-1 en un avió de projecte alemany que era el Junkers EF 126 "Elli", en els últims temps de la guerra. La prova del Elli soviètic es va acabar en 1946 després de l'estavellament de l'avió i la mort del seu pilot de proves.

### Estats Units

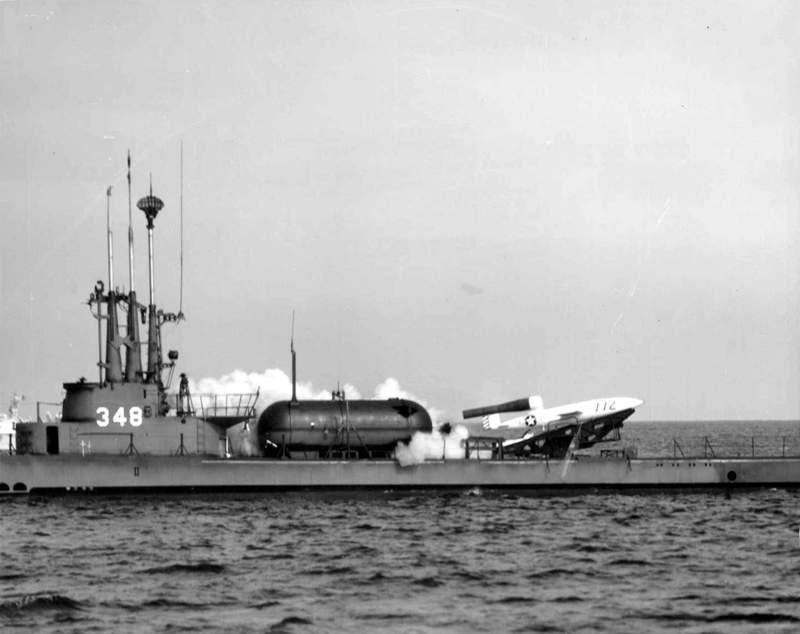
La KGW-1 engegada des del submarí USS Cusk en l'any 1951

Els Estats Units van començar a recollir trossos de la V-1, en territori anglès, i el 8 de setembre de 1944, ja disposaven del primer dels 30 prototips del Republic-Ford JB-2 Loons. Aquests prototips van ser fabricats per la Republic Aviation. La versió de la JB-2 era diferent de l'alemanya V-1, ja que era una d'unes dimensions una mica més petites. L'amplada de les ales era solament 6.4 cm més estreta, mentre que la seva llargada creixia fins a 61 cm. Això feia que la superfície alar de la JB-2 era de 5.64 m 2, mentre que la superfície de la V-1 es quedava en 5.1 m 2.
Una versió naval va ser desenvolupada i designada com KGW-1, pensada per ser llançada des dels portaavions, i vaixells d'escorta per avions 880737quadrimotors de reconeixement de llarg abast. Contenidors estancs per al KGW-1 van ser desenvolupats per fer llançaments del míssil des de submarins en superfície. Ambdues versions, l'aeronàutica JB-2 i la marina KGW-1 van entrar en producció amb el pensament de fer-les servir en la invasió terrestre al Japó (operació Downfall), ja que l'ús de la bomba atòmica era d'ús poc aconsellable. Després de la segona guerra mundial, el JB-2/KGW-1 va tenir un paper molt significant en el desenvolupament de míssils tàctics terra-terra com els MGM-1 Matador i MGM-13 Mace.

## Aparells sobrevivents
Austràlia

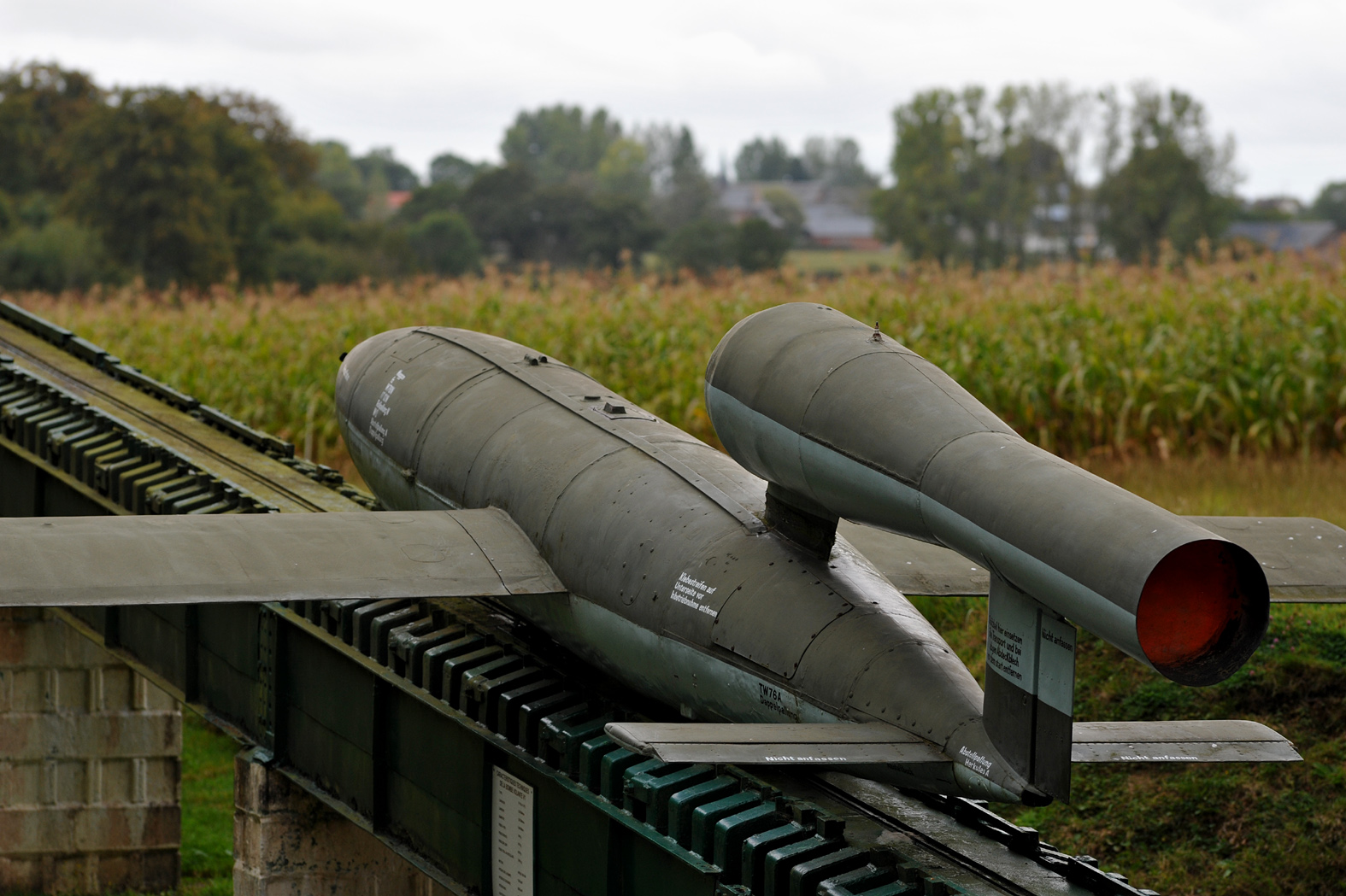
Foto de la V-1 i la rampa reconstruïda prop d'Ardouval

- The Australian War Memorial a Canberra, Australia.

Canadà
- El Atlantic Canada Aviation Museum a Halifax, Nova Escòcia.

Estats Units
- Un JB-2 està exposat en el National Museum of the United States Air Force a Dayton, Ohio. Va ser donada per la Continental Motors Corporation en 1957.[38]
- JB-2 exposat en el Steven F. Udvar-Hazy Center a Chantilly, Virginia.
- FZG-76 exposat en el Museu de la Guerra memorial a Greencastle, Indiana.[39]
- El National Air and Space Museum en el National Mall a Washington DC.
- En el Planes of Fame air museum del Aeroport de Chino a Chino, Califòrnia hi ha un motor de JB-2 restaurat, en condicions de funcionament.[40]
- Una JB-2 Loon està exposada a l'aire lliure en el Museum of Alaska Transportation and Industry a Wasilla, Alaska.
- Una JB-2 Loon està exposada a l'aire lliure en el Point Mugu Missile Park de la Naval Air Station Point Mugu a Califòrnia.
- Una V-1 està exposada en un quadro en el Air Zoo de Portage, Michigan.
- Un altre quadro, junt amb una V-2, en el Kansas Cosmosphere d'Hutchinson, Kansas.
- Una V-1 ha estat localitzada en el museu d'aviació Fantasy of Flight de Polk City, Florida.
- El US Space & Rocket Center d'Huntsville, Alabama exposa una V-1 en seu Rocket Park.
- La V-1 Nº 121536 està exposada en el Pima Air and Space Museum, de Tucson, Arizona.

França
- Le Grand Bunker Museé a Ouistreham, districte de Caen, prop de Sword Beach, filmets de la bomba volant V-1.
- Búnquer d'Éperlecques, prop de Saint-Omer. Mostra una plataforma de llançament de les V2, és un lloc per als devots de la V1, inclou el míssil V1 i una rampa sencera de llançament.
- Val-Ygot a Ardouval, al nord de Saint-Saëns. Posat fora de combat per un bombardeig aliat en Desembre de 1943. Resten els búnquers, amb una recreació d'una rampa de llançament i una burla de la V1.
- La Coupole, prop de Saint-Omer, té una V-1 en préstec del Science Museum de Londres.

Dinamarca
- El Danish Defence Museum Tøjhusmuseet

Nova Zelanda
- Museum of Transport and Technology, Auckland.[41]

Països Baixos
- Overloon War Museum a Overloon.

Regne Unit
- La Fi-103 número de sèrie 442795 està exposada en el Science Museum, London. Va ser presentada el 1945 en el museu pel War Office.
- Una secció parcial de la rampa de llançament de la V-1, en l'Imperial War Museum de Duxford.
- Una V-1 i amb una V-2 exposades en el RAF Museum de Hendon, nord de Londres.
- Un altre V-1 exposada en un altre RAF Museum, el RAF Museum de Cosford (Comtat de Surrey).
- El Aeropark de l'aeroport d'East Midlands té exposada una V-1.[42]

Suècia
- Una V-1 en el Arboga Missile museum.